# Artas (Palestina)

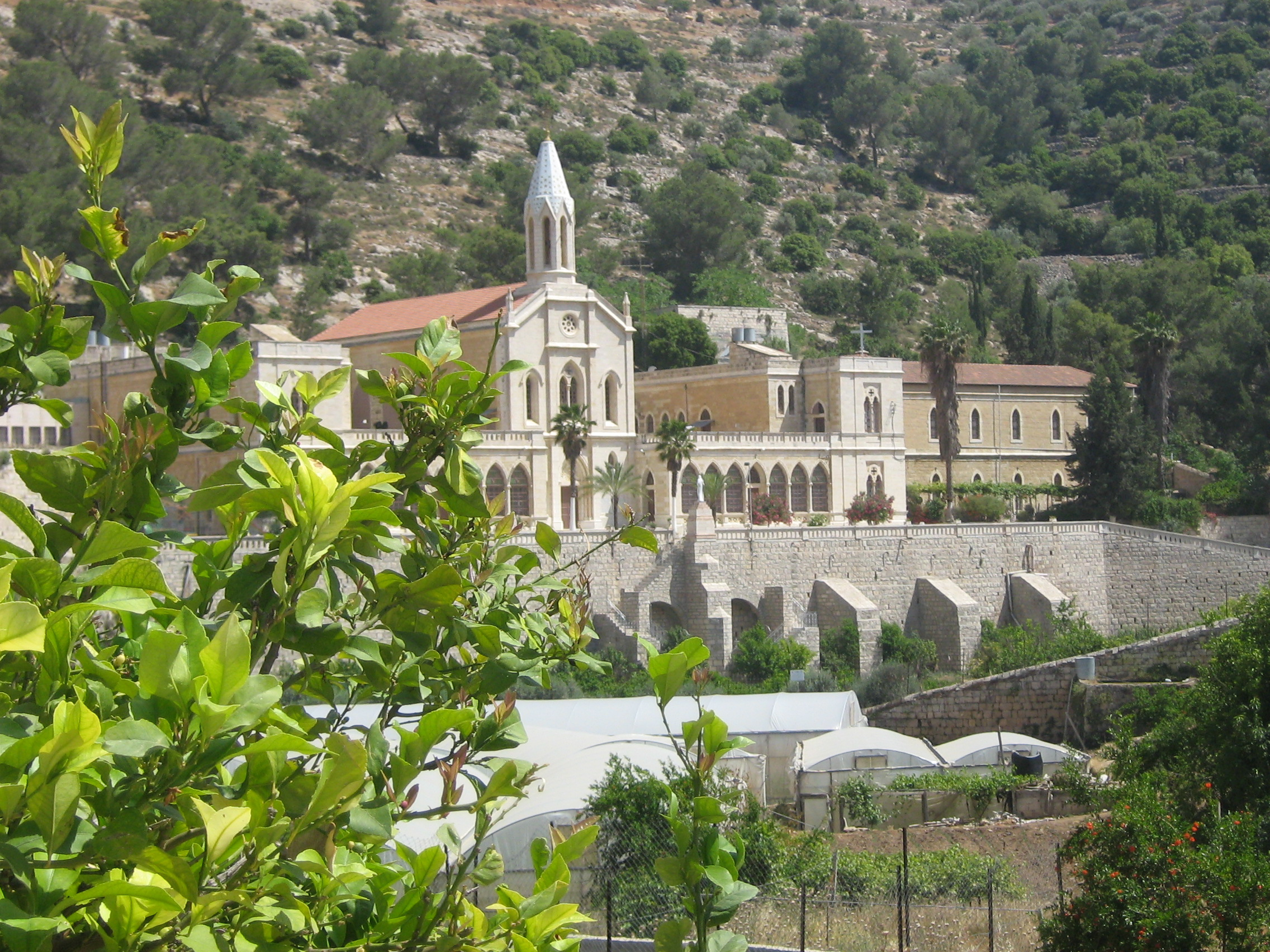
Vista de las construcciones características del poblado, en la foto un convento "The Convent of the Hortus Conclusus" or "Sealed Garden".

Artas (en árabe: أرطاس) es un pueblo palestino ubicado a cuatro kilómetros al suroeste de Belén, en la provincia de Belén en el centro de Cisjordania. Según la Oficina Central de Estadísticas de Palestina, la ciudad tenía una población de 3.663 en 2007. 

## Etimología
Según Le Strange, el nombre Urtas es probablemente una corrupción del Hortus, el cual tiene el mismo significado que Firdus (Paraíso), mientras que Edward Henry Palmer pensaba que era un nombre personal.

## Geografía
Artas y sus alrededores se caracteriza por la diversidad de paisajes, flora y fauna, debido a su ubicación en un lugar de encuentro de los ecosistemas. A partir de un resorte debajo de la aldea de un acueducto utilizado para llevar agua a Birket el Hummam por Jebel el Fureidis.